# Cacosternum nanum
Espèce
Synonymes
- Cacosternum boettgeri albiventer Hewitt, 1926
- Cacosternum magnaglandiferus Inger, 1959
- Cacosternum poyntoni Lambiris, 1988

Statut de conservation UICN

 LC  : Préoccupation mineure
Cacosternum nanum est une espèce d'amphibiens de la famille des Pyxicephalidae.

## Répartition
Cette espèce se rencontre au Lesotho, en Afrique du Sud et dans le Sud du Mozambique.

## Taxinomie
Cacosternum poyntoni a été placée en synonymie avec Cacosternum nanum par Channing, Schmitz, Burger et Kielgast en 2013.

## Publications originales
- Boulenger, 1887 : Descriptions of new reptiles and batrachians in the British Museum (Natural history), part III. Annals and Magazine of Natural History, sér. 5, vol. 20, p. 50-53 (texte intégral).
- Lambiris, 1988 : A new species of Cacosternum (Amphibia: Anura; Ranidae) from Natal. South African Journal of Zoology, vol. 23, no 1, p. 63-66 (texte intégral).